# Palermo Football Club
El Palermo Football Club és un club de futbol de la ciutat de Palerm, a l'illa de Sicília, Itàlia. Actualment juga a la Serie B.

## Història
El 1898 es fundà l'Anglo Panormitan Athletic and Football Club, que el 1907 passà a anomenar-se Palermo Foot-Ball Club. Després d'un buit durant la Primera Guerra Mundial, el club fou refundat el 1919 com a Unione Sportiva Palermo, per un comitè de joves universitaris i esportistes.
El club es va dissoldre el 1927 a causa de problemes financers, però es va refundar un any després després d'una fusió amb el Vigor Palermo amb el nom de Palermo FootBall Club. Originalment admès a la Prima Divisione, l'equivalent a la Serie C1 actual, l'equip va ascendir a la Serie B el 1930 i finalment va arribar per primera vegada a la Serie A el 1932. El club va jugar la Serie A fins al 1936, quan va descendir a la Serie B i va jugar per primera vegada el derbi sicilià contra el Calcio Catania.
El 1940 van ser expulsats per la Federació Italiana de Futbol a causa de problemes financers. Una fusió amb la Unione Sportiva Juventina Palermo va portar la fundació de la Unione Sportiva Palermo-Juventina, que va jugar a la Serie C el 1941 i a la Serie B el 1942.
El club no va poder acabar la temporada 1942-43 a causa de l'arribada de la Segona Guerra Mundial. Al mateix temps, es van triar els colors rosa i negre perquè Sicília es va convertir en una "zona de guerra". Després del conflicte, el club va canviar el seu nom per US Palermo i l'equip va tornar a la Serie A guanyant el campionat de la Serie B la temporada 1947-48. El club es va convertir en un "club io-io", acsendint i descendint entre els dos màxims nivells italians.
El club va desaparèixer de nou el 1986 per fallades financeres, fins que el 1987 es va refundar amb el nom de Unione Sportiva Palermo. El 1994 el nom del club va canviar per Unione Sportiva Città di Palermo.
L'equip va assolir el seu major èxit esportiu a la dècada del 2000, durant la qual va acabar en cinquena posició a la Serie A en tres ocasions i també va arribar als vuitens de final de la Copa de la UEFA 2005-06. Amb les seves aparicions a tres finals de la Coppa Italia —dues vegades als anys setanta (1974 i 1979) i de nou el 2011— i els seus 5 títols de la Serie B, el Palerm és considerat com un dels clubs més importants i amb més èxit del sud d'Itàlia.
El juliol de 2019, la U.S. Città di Palermo va ser exclòs de la Serie B a causa d'irregularitats financeres, i es va tornar a fundar a la Serie D amb el nom de Palermo Società Sportiva Dilettantistica (Societat Esportiva Amateur de Palerm). Amb l'ascens a la Serie C el 2020, el club es transformà en el Palermo Football Club.

## Rècords
- Més gols a la lliga – 62, Carlo Radice (1929-1932)
- Més gols a la Sèrie A – 66, Fabrizio Miccoli (2007-)
- Més gols a una temporada – 30, Luca Toni (2003-2004)
- Més aparicions en lliga – 321, Roberto Biffi (1988-1999)
- Més aparicions a la Sèrie A – 161, Mattia Cassani (2006-2010)
- Jugador en actiu amb més participacions – 150, Franco Brienza (actualitzat el 30 de gener del 2007)
- Major victòria i Major victòria a casa – 8-0 (contra el Pro Patria, 5 de novembre del 1950)
- Major victòria com a visitant – 7-1 (contra el US Lecce, 23 d'octubre del 1994)
- Major derrota i Major derrota fora de casa – 0-9 (contra l'AC Milan, 18 de febrer del 1951)
- Major derrota a casa – 0-4 (dues vegades), 1-5 (dues vegades), 2-6 (el més recent: 1-5 contra l'Udinese Calcio, 13 de març del 2005)

## Palmarès
- 3 Subcampionats de la Coppa Italia, (1973-74), (1978-79), (2010-11)
- 4 Campionats de la Sèrie B: (1931-32), (1947-48), (1967-68), (2003-04)

## Presidents
| - 1898 Joseph Whitaker - 1920 Barone Sergio - 1924 Columbus - 1929 Barone Luigi Bordonaro - 1931 Francesco Paolo Barresi - 1934 Valentino Colombo - 1935 Giovanni De Luca - 1936 Valentino Colombo - 1937 Paolo Di Pietra - 1938 Salvatore Barbaro - 1941 Federico D'Arle - 1942 Giuseppe Agnello - 1947 Stefano La Motta - 1948 Giuseppe Guazzardella - 1951 Raimondo Lanza di Trabia - 1952 Barone Carlo La Lomia - 1953 Mario Fasino - 1954 Ernesto Pivetti | - 1955 Giuseppe Trapani - 1956 Arturo Cassina, G. Seminara - 1957 Casimiro Vizzini - 1963 Guglielmo Pinzero - 1964 Di Fresco, Barbaccia, Gorgone - 1965 Luigi Gioia - 1967 Giuseppe Pergolizzi - 1970 Renzo Barbera - 1981 Gaspare Gambino - 1982 Roberto Parisi - 1985 Salvatore Matta - 1987 Salvino Lagumina - 1989 Giovanni Ferrara - 1993 Liborio Polizzi - 1995 Giovanni Ferrara - 2000 Sergio D'Antoni - 2002 Maurizio Zamparini |

## Entrenadors destacats
- Karl Csapkay
- Luigi Del Neri
- Carmelo Di Bella
- Francesco Guidolin
- Fernando Veneranda
- Čestmír Vycpálek

## Jugadors destacats

### Des dels anys 1970
- Roberto Anzolin
- Ignazio Arcoleo
- Helge Bronée
- Tarcisio Burgnich
- Franco Causio
- Vito Chimenti
- Erminio Favalli
- Giuseppe Furino
- Sükrü Gülesin
- Bülent Eken
- Metin Oktay
- Carlo Mattrel
- Claudio Ranieri
- Héctor Scarone
- Lennart Skoglund
- Antonino Troja
- Sandro Vanello
- Santiago Vernazza
- Čestmír Vycpálek

### Als últims anys
- Amauri
- Antonino Asta
- Simone Barone
- Andrea Barzagli
- Roberto Biffi
- Davide Bombardini
- Massimiliano Cappioli
- Arturo Di Napoli
- Antonio Filippini
- Andrea Gasbarroni
- Fabio Grosso
- Giuseppe Iachini
- Christian La Grotteria
- Filippo Maniero
- Stefano Morrone
- Mario Alberto Santana
- Vincenzo Sicignano
- Giacomo Tedesco
- Luca Toni
- Gaetano Vasari
- Cristian Zaccardo
- Lamberto Zauli
- Javier Pastore
- Paulo Dybala